# Sulfolobus
Genre
Espèces de rang inférieur
- Sulfolobus acidocaldarius
- Sulfolobus beitou
- Sulfolobus islandicus
- Sulfolobus metallicus
- Sulfolobus neozealandicus
- Sulfolobus shibatae
- Sulfolobus solfataricus
- Sulfolobus tengchongensis
- Sulfolobus thuringiensis
- Sulfolobus tokodaii
- Sulfolobus vallisabyssus
- Sulfolobus yangmingensis

Sulfolobus est un genre d'archées de la famille des Sulfolobaceae. Ce sont des cellules coccoïdes, irrégulières et flagellées. Ces microorganismes sont à la fois hyperthermophiles (avec un optimum de croissance de 75 à 80 °C) et acidophiles (pH optimal de croissance proche de 2 ou 3) ; c'est par exemple le cas de Sulfolobus acidocaldarius, isolé de sources chaudes acides. Ils sont hétérotrophes ou autotrophes, leur énergie provenant de l’oxydation du soufre et/ou par respiration utilisant le soufre comme accepteur final d’électrons. Sulfolobus tokodaii oxyde le sulfure d'hydrogène H2S en sulfate SO42–.

## Espèces
- Sulfolobus acidocaldarius
- Sulfolobus islandicus
- Sulfolobus solfataricus
- Sulfolobus tokodaii

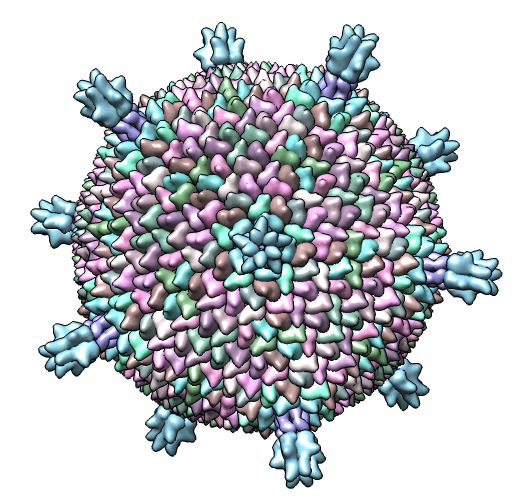
Reconstitution d'un virus de Sulfolobus grâce à la cryo-microscopie électronique

Les espèces du genre Sulfolobus sont souvent nommées d'après le lieu de leur première localisation, par exemple Sulfolobus solfataricus dans des solfatares. D'autres espèces sont isolées le plus souvent dans des régions volcaniques (États-Unis, Italie, Nouvelle-Zélande, Islande, Japon).
Les génomes des espèces Sulfolobus solfataricus PMID 11427726, Sulfolobus tokodaii PMID 11572479, Sulfolobus acidocaldarius PMID 15995215 et plus récemment Sulfolobus islandicus PMID 23594878, PMID 21278296 et PMID 19435847 sont entièrement séquencés.
Sulfolobus présente un intérêt en raison de la thermostabilité de ces protéines et des applications biotechnologiques potentielles qui peuvent en découler.
Sulfolobus est également un modèle d'étude du mécanisme moléculaire de la réplication de l'ADN.